# Epitome of Illusions
Albums de Limbonic Art
In Abhorrence Dementia
(1997) Ad Noctum Dynasty of Death
(1999)
Epitome of Illusions est le troisième album du groupe de black metal symphonique norvégien Limbonic Art. L'album est sorti en 1998 sous le label Nocturnal Art Productions.

## Musiciens
- Vidar "Daemon" Jensen : Chant, Guitare
- Krister "Morfeus" Dreyer : Chant, Guitare, Claviers

## Liste des morceaux
1. Symphony in Moonlight and Nightmares
2. Eve of Midnight
3. Path of Ice
4. Sources to Agonies
5. Solace of the Shadows
6. The Black Heart's Nirvana
7. Arctic Odyssey